# Queensferry Crossing
Die Queensferry Crossing (frühere Bezeichnung Forth Replacement Crossing) führt den M90 motorway über den Firth of Forth in Schottland. Sie steht zwischen South Queensferry in Lothian und North Queensferry in Fife und ist die dritte Forth-Querung bei Queensferry, neben der Forth Road Bridge, einer Straßenbrücke von 1964, und der Forth Bridge, einer 1890 eröffneten Eisenbahnbrücke.
Sie war Teil eines größeren Straßenbauprojektes, das als größte Infrastrukturmaßnahme Schottlands in einer Generation bezeichnet wurde.

## Beschreibung
Die insgesamt rund 2700 m lange Autobahnbrücke hat zwei Fahrstreifen und eine Standspur pro Fahrtrichtung. Stahlrohrgeländer dienen als Rückhaltesystem, dahinter sind Windschutzzäune mit horizontalen, halbdurchsichtigen Latten angebracht, zwischen denen ein Blick über den mehr als 50 m tiefer liegenden Firth of Forth möglich ist.
Diese 3,3 m hohen Windschutzzäune erlauben, dass Pkw die Brücke bis zu Windgeschwindigkeiten (Böen) von 160 km/h (100 mph) benutzen können, während der Verkehr auf der benachbarten Forth Road Bridge schon bei Windgeschwindigkeiten von knapp 105 km/h (65 mph) eingestellt werden muss, was am Firth of Forth öfter vorkommt. Die Website der Brücke überträgt die Windgeschwindigkeiten online.
Die Brücke hat als erste in Schottland eine elektronische Verkehrsbeeinflussungsanlage. An beiden Enden der Brücke und an den Pylonen sind große Boxen mit Anzeigetafeln und Messgeräten angebracht, mit denen auch die auf der Brücke gefahrene Durchschnittsgeschwindigkeit registriert werden kann.

### Die Schrägseilbrücke
Die Hauptbrücke ist eine 2015 m lange Schrägseilbrücke mit drei Pylonstielen und zwei 650 m weiten Hauptöffnungen, deren Schrägkabel sich über den Hauptöffnungen kreuzen. Sie hat Pfeilerachsabstände von 104 + 223 + 650 + 650 + 223 + 104 m. Der Fahrbahnträger mit den Schrägseilen ragt am südlichen Ende noch 39 m und am nördlichen Ende noch etwa 22 m in das nächste Feld hinein.
Der mittlere Pylon ist mit 210,7 m Höhe der höchste im Vereinigten Königreich. Er steht auf einer kleinen, Beamer Rock genannten Felsinsel, von der nach  den Gründungsarbeiten über dem Wasserspiegel allerdings nichts mehr zu sehen ist. Die beiden anderen haben je 202,3 m Höhe über dem Wasserspiegel. Die Pylone aus Stahlbeton haben einen Hohlquerschnitt mit leicht gewölbten Außenflächen und messen 14 m × 16 m an der Basis und 4,5 m × 7,5 m an der Spitze.
Die Schrägkabel sind fächerförmig in zwei nahezu vertikalen Ebenen angeordnet und im Abstand von wenigen Metern zwischen den Richtungsfahrbahnen im Mittelteil des Fahrbahnträgers verankert. Die Kreuzung der Schrägkabel über den Hauptöffnungen ist eine weltweit erstmals ausgeführte Bauweise. Sie ist das Ergebnis intensiver Berechnungen, dient der besseren Lastverteilung und ermöglicht schlankere Pylone.
Der Fahrbahnträger ist 39,8 m breit, einschließlich des Mittelteils zur Verankerung der Schrägseile. Die Hohlkasten-Verbundkonstruktion hat eine Bodenplatte und Stege aus orthotropen Platten, die innen mehrfach durch Längs- und Schrägstreben versteift sind. Die Deckplatte ist aus Spannbeton. Der Fahrbahnträger hat den mittleren Pylon als Festpunkt und Gleitlager an den äußeren Pylonen. Er ist mit den beiden Rampenbrücken zu einem Durchlaufträger verbunden. Nur an den beiden Enden der Brücke gibt es – sehr große – Übergangskonstruktionen.
Die Durchfahrtshöhe in den beiden Hauptöffnungen beträgt 47,85 m über MHWS.

### Die Rampenbrücken
Die beiden Rampenbrücken sind parallele Hohlkasten-Verbundkonstruktionen aus orthotropen Platten und Deckplatten aus Spannbeton, die anstelle des Mittelteils zur Verankerung der Schrägseile einen Abstand von ca. 6 m zueinander haben. Die südliche Rampenbrücke ist 543 m lang mit Pfeilerachsabständen von 64 + 80 + 90 + 4 × 87 m, wobei das letzte Feld nur mit 48 m auf die Rampenbrücke und mit 39 m auf die Schrägseilbrücke entfällt. Die nördliche Rampenbrücke hat ein Feld von 97 m, das mit 22 m auf die Schrägseilbrücke und mit 75 m auf die Rampenbrücke entfällt.
Die getrennten Überbauten werden von gemeinsamen, mittig angeordneten V-förmigen Pfeilern aus Stahlbeton getragen. An den beiden Widerlagern befinden sich unterhalb der Fahrbahn zweistöckige Gebäudestrukturen, in dem die Geräte für die Überwachung und Wartung der Brücke untergebracht sind und über die der Mittelteil erreicht werden kann, ohne die Fahrbahn zu kreuzen.

## Geschichte
Erste Vorschläge für eine zweite Straßenquerung des Forths an dieser Stelle gab es in den 1990er Jahren, aber erst die Entdeckung von strukturellen Schwächen in der Forth Road Bridge im Jahre 2005 brachte Bewegung in die Angelegenheit. Transport Scotland, die zuständige Verkehrsbehörde, führte 2006 und 2007 umfangreiche Studien durch, die Ende 2007 zur Entscheidung über den Bau einer Schrägseilbrücke führten. Transport Scotland beauftragte dann Arup und Jacobs Engineering mit Projektstudien und einer Entwurfsplanung der Brücke. Die Prüfung zahlreicher Alternativen führte schließlich unter der Leitung von Naeem Hussain zu dem Entwurf der Schrägseilbrücke mit sich kreuzenden Schrägseilen. Im November 2009 wurde der Forth Crossing Bill dem Schottischen Parlament vorgelegt und Ende 2010 beschlossen.
Die Ausschreibung stieß auf großes Interesse, es wurden aber nur zwei Angebote für die Brücke abgegeben. Im April 2010 erhielt die Forth Crossing Bridge Constructors (FCBC), ein Joint Venture aus Dragados, Hochtief, American Bridge Company, und Morrison Construction. den Auftrag für £ 790 Mio., der neben der Brücke auch noch einige Straßenbau- und Infrastrukturmaßnahmen umfasste.
FCBC beauftragte die Ingenieurbüros Ramboll, Leonhardt, Andrä und Partner, und Grontmij mit der Tragwerk- und Ausführungsplanung.
Die Bauarbeiten begannen im Juli 2010 mit der Baustelleneinrichtung. Die Stahltröge für die Fahrbahnträger der Brücke wurden in China hergestellt und zu der Werft in Rosyth nahe bei der Brücke verschifft. Dort wurden sie mit dem Betondeckel versehen und anschließend in die Brücke eingehoben bzw. eingeschoben (nördliche Rampenbrücke).
Nach einer Volksabstimmung wurde 2013 entschieden, die Brücke Queensfery Crossing zu nennen.
Der vertraglich für Dezember 2016 vorgesehene Fertigstellungstermin verzögerte sich, da der Bau häufig wegen starkem Wind unterbrochen werden musste.
Die Verkehrsübergabe fand am 30. August 2017 und am 4. September 2017 wurde die Brücke von Königin Elisabeth II. feierlich eröffnet, die exakt 53 Jahre zuvor die Forth Road Bridge eröffnet hatte.
Der Vertragspreis von £ 790 Mio. für die Brücke und die weiteren Leistungen wurde nicht überschritten.

## Archäologische Ausgrabungen
Vor Baubeginn erfolgten an beiden Ufern ausgedehnte archäologische Ausgrabungen, in deren Verlauf Spuren zweier mesolithischer Siedlungen gefunden wurden – mit einem Alter von ca. 10.000 Jahren die ältesten Siedlungen Schottlands.